# Commicarpus pentandrus
Commicarpus pentandrus är en underblomsväxtart som först beskrevs av William John Burchell, och fick sitt nu gällande namn av Anton Heimerl. Commicarpus pentandrus ingår i släktet Commicarpus, och familjen underblomsväxter. Inga underarter finns listade i Catalogue of Life.